# Vadu Crișului, Bihor
Vadu Crișului (în maghiară Rév, Nagyrév) este satul de reședință al comunei cu același nume din județul Bihor, Crișana, România.
Localitatea este situată la iesirea Crișului Repede din defileu.  Toponimul Vad, atât în limba română cât și Rév în limba maghiară, semnifică locul din albia unui râu unde malul fiind jos și apa puțin adâncă, permitea trecerea prin apă de pe un mal la altul.
Satul marchează limita sud-estică a Depresiunii Vadului, depresiunea golf dintre "munceii" Pădurea Craiului și Munții Plopișului (sau Șes), depresiune ce poarta numele localității, care este simultan și cea mai mare din zonă.
Este străbătută de drumul european E60 (DN1), Oradea - Cluj-Napoca, fiind aflată la aproximativ 50 km de Oradea și la 100 km de Cluj-Napoca, respectiv de calea ferata Oradea - Cluj-Napoca.

## Așezare
Localitatea Vadu Crișului, se află situată pe paralela de 46 59` latitudine nordică și pe meridianul de 22 3`30`` longitudine estică, la o altitudine de 270 m, la ieșirea Crișului Repede din defileul care-i poartă numele, lucru redat și de toponimul localității. Marchează limita sud-estică a depresiuni Vadului, depresiune “golf” dintre Munții Pădurea Craiului și Munții Plopișului, depresiune ce poartă numele localității, ea fiind cea mai mare și mai importantă din zonă.
Este străbătută de drumul european E60, la o distanță de 50 km de orașul Oradea și la 100 de orașul Cluj-Napoca. Tot prin comună mai trece și calea ferată Oradea - Cluj-Napoca, linie de circulație internațională.

## Cadrul natural

### Structura geologică
Localitatea Vadu Crișului este situată la contactul Munților Pădurea Craiului cu Depresiunea Vadului. Ca urmare a acestei așezări, structura geologică a zonei este complexă, fiind reprezentată prin roci sedimentare de natură și vârste diferite.
Munții Pădurea Craiului sunt alcătuiți preponderent din calcare triasice, jurasice și cretacice, întâlnite la zi în defileul sculptat al Crișului Repede. Pe teritoriul comunei aceste formațiuni apar dispuse sub forma unor benzi orientate SV-NE. În partea de vest se găsesc formațiuni jurasice superioare reprezentate prin calcare masive și stratificate, peste care sunt dispuse sub forma unor mici petice, calcare stratificate și masive. Spre est urmează o fâșie de calcare triasice: mai întâi o fâșie îngustă de calcare negre triasic superioare și apoi o bandă de calcare masive aparținând triasicului mediu.
În cuprinsul micului bazin depresionar de la Șuncuiuș, în sectorul care se află pe raza comunei Vadu Crișului, se întâlnesc pietrișuri și nisipuri de terasă, de vârstă cuaternară.  

### Relief
Teritoriul se dispune pe diferite unități de relief: în lunca largă a Crișului, cu aspect de câmpie, pe dealurile cu caracter premontan de la poalele Munților Plopiș și Pădurea Craiului și în zona montană ce aparține de Pădurea Craiului. Datorită acestui fapt și structurii geologice și geomorfologice, peisajul zonei este variat și totodată creează o notă de pitoresc.
Lunca Crișului Repede este largă și dă o adevărată imagine a Depresiunii Vadului. Alcătuită din pietrișuri și nisipuri fluviatile, lunca prezintă o ușoară creștere în altitudine de la râu spre cei doi versanți. Râul este adâncit cu 2-5 m în formațiunile de luncă, dar malurile albiei minore sunt inegale.
Terasele întâlnite sunt dezvoltate mai ales în zona de confluență a Crișului Repede cu afluentul său de dreapta, valea Borodului. Structura tuturor teraselor este de tip aluvionar, peste roca de bază se dispune un orizont de pietrișuri și nisipuri cu grosime variabile.
Cea mai mare parte din suprafața a localității se desfășoară în spațiul montan al Munților Pădurea Craiului. Alcătuit din calcare, relieful dezvoltat pe aceste formațiuni de rocă este cel carstic. Pitorescul reliefului carstic este dat de numeroase peșteri:

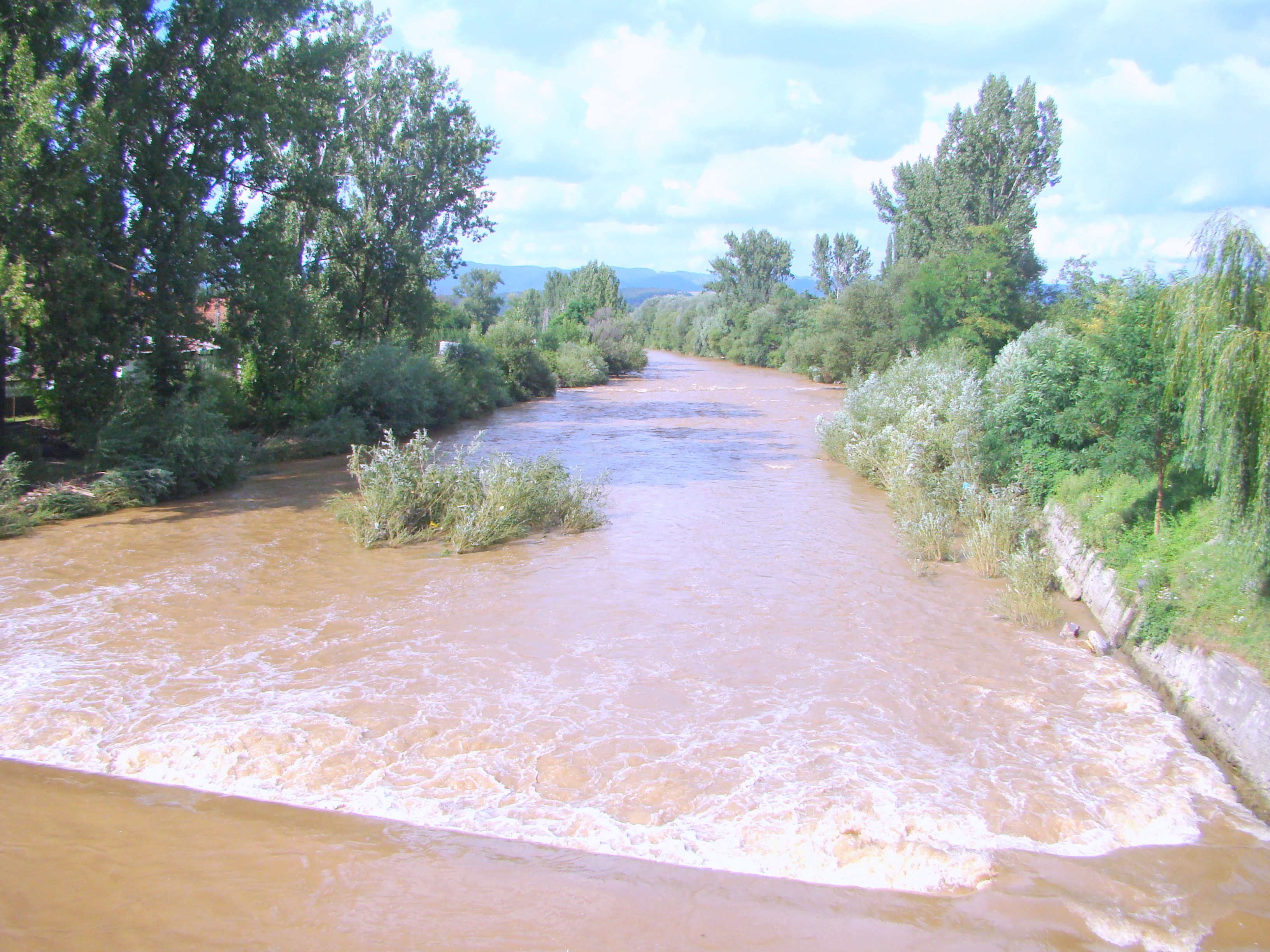
Râul Crișul Repede

- Peștera Vadului
- Peștera Mătulina
- Peștera Cărbunarilor
- Peștera Umedă
- Peștera Mică
- Peștera Mare
- Peștera Devențului
- Peștera Caprei

## Rețeaua hidrografică
Rețeaua hidrografică este rară, datorită infiltrațiilor în calcar. Văile sunt mai scurte dar adânci, mărginite de versanți puternic înclinați, dând acestora aspectul unor chei. Un aspect interesant și de luat în considerare este eroziunea de adâncime, foarte accelerată, din albia Crișului Repede pe tot parcursul localității Vadu Crișului. Cauzele acestei eroziuni din albia Crișului ar putea fi: exploatarea nisipului în balastiera de la Aleșd, mai ales în cea de la Cacuciu Vechi și fluctuațiile de debit pe cursul Crișului.    

## Istoric
Urmele umane pe teritoriul satului își fac simțită prezența încă din epoca pietrei (paleolitic). Mărturie sunt descoperirile arheologice, mai ales din peșterile din zonă, care au scos la iveală vestigii databile până în epoca bronzului. Prima atestare documentară a satului Vadu Crișului este din anul1332.
În cursul evului mediu, au existat două localități Vad, una pe malul stâng și alta pe cel drept al Crișului Repede. Până în secolul al XVIII-lea, Vadul de pe malul drept a făcut parte din domeniul cetății Sinteu, mai târziu Alesd, iar cel de pe malul stâng a aparținut domeniului familiei Telegdi de la Tileagd. Topa de Criș aparținea de Ocolul nobilier romanesc al Borodului. Dezvoltarea deosebită a așezării de pe malul drept, poziția sa geografică, l-a determinat pe regele Ungariei, Sigismund de Luxemburg, să declare localitatea oraș liber crăiesc, privilegiu de care nu s-a bucurat nici orașul Oradea (1405).

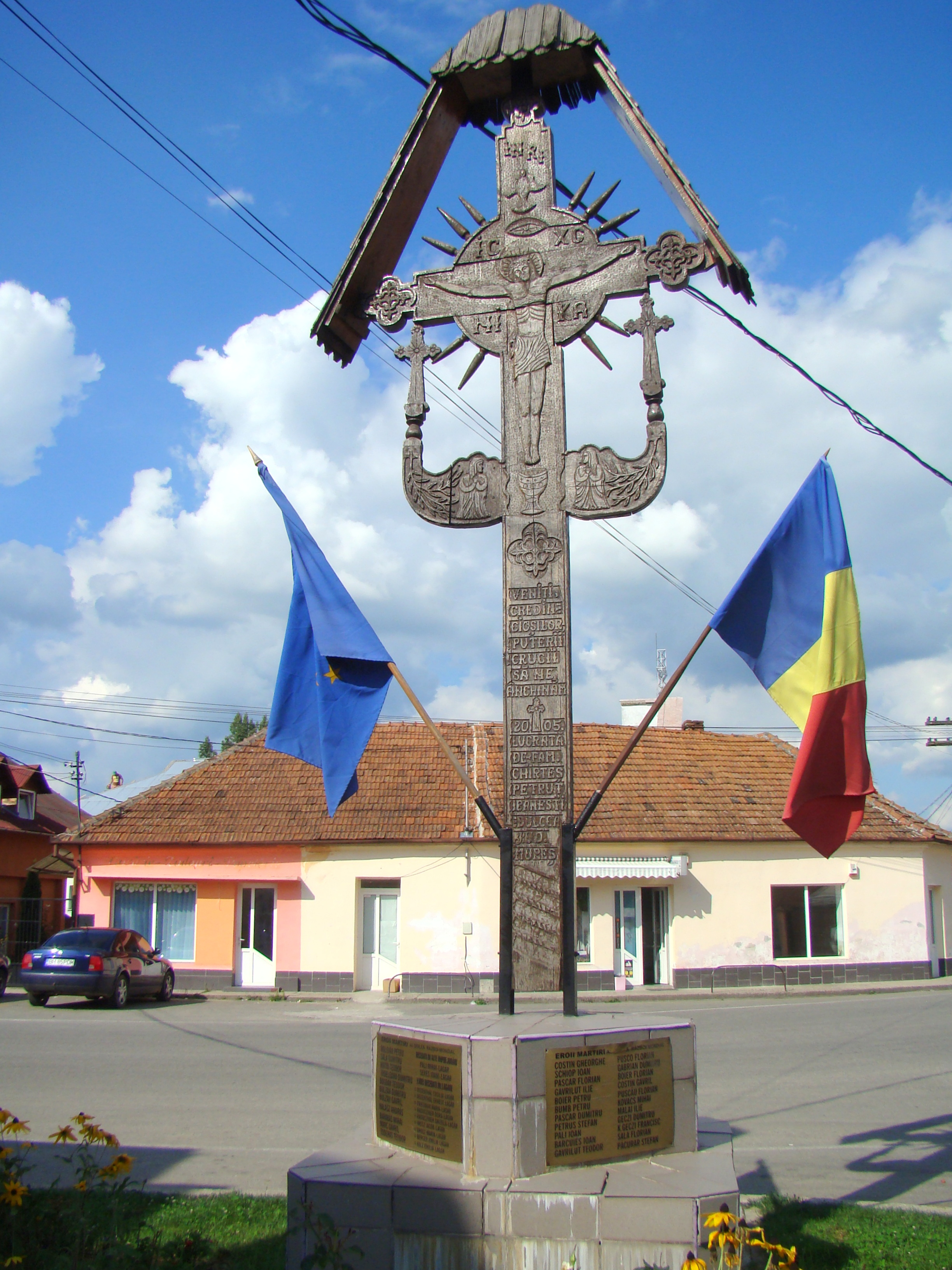
Monumentul eroilor

Oamenii s-au îndeletnicit cu cultivarea pământului, creșterea vitelor și cu olăritul. Aceasta din urma preocupare este atestată în documente începând cu anul 1639. În veacurile XVIII – XIX, populația este într-o permanentă creștere numerică, Vadu Crișului fiind cea mai mare localitate de pe valea Crișului Repede. Compoziția etnică a fost mereu constantă: circa 65% romani, 33% maghiari și alte naționalități.

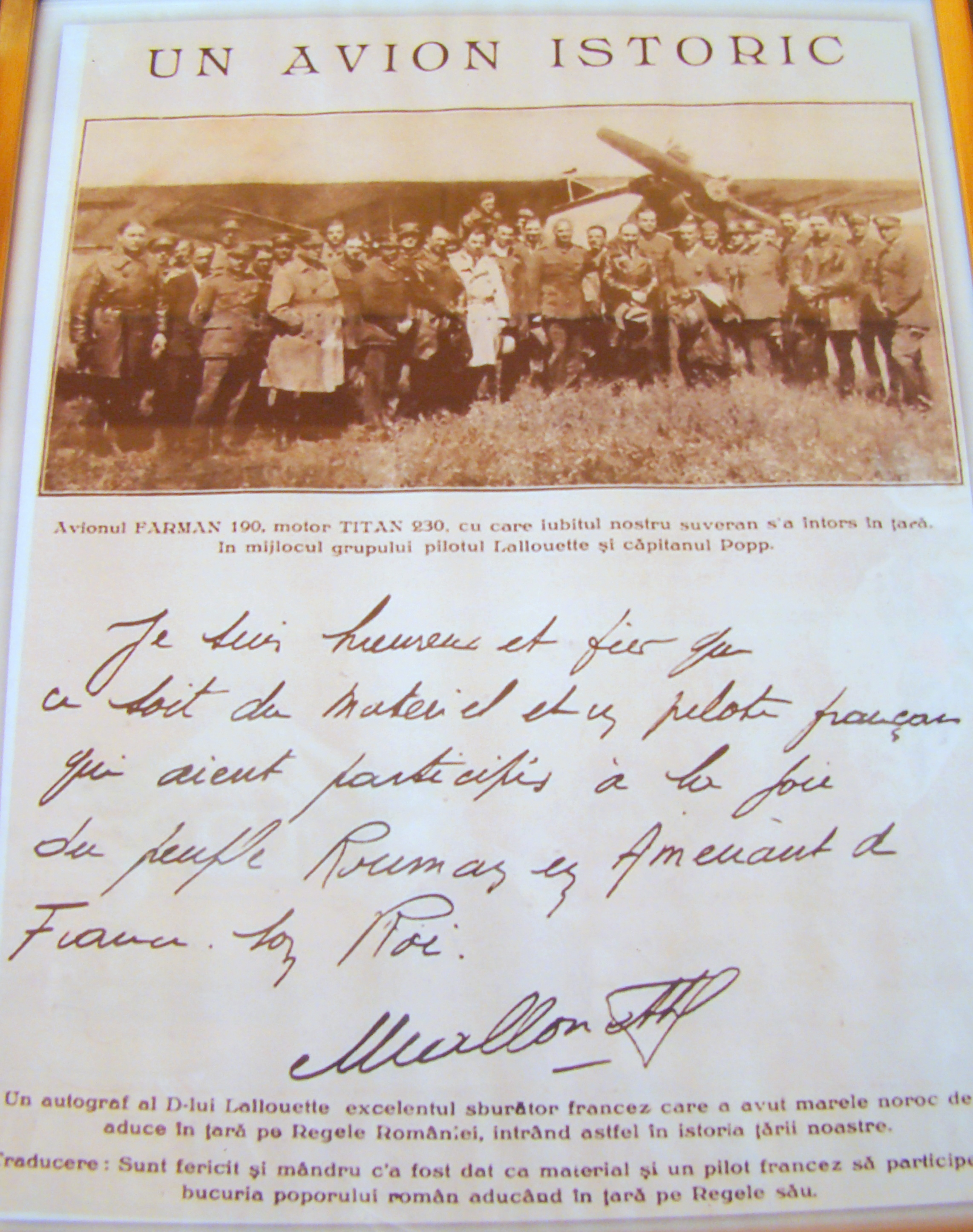

Intrarea în folosință a căii ferate, tronsonul Vad-Șuncuiuș, în anul 1870, descoperirea în 1905 a peșterii vestită prin bogata ei în fauna cavernicolă, au dat un nou impuls dezvoltării așezării, care devine și un punct turistic atrăgător. Mulți locuitori ai satului au participat la revolta populară de la Alesd din 1905, unii fiind uciși, iar alții arestați. Primul război mondial (1914-1918) întrerupe dezvoltarea așezării, mulți fii ai satului căzând eroic pe fronturi pentru o cauză ce le era străină. Detașamentele de secui, în retragere din fața armatelor române care au staționat în zonă, au comis numeroase atrocități pe raza localității, în perioada ianuarie-aprilie 1919, dar mai ales în satul vecin, Birtin.

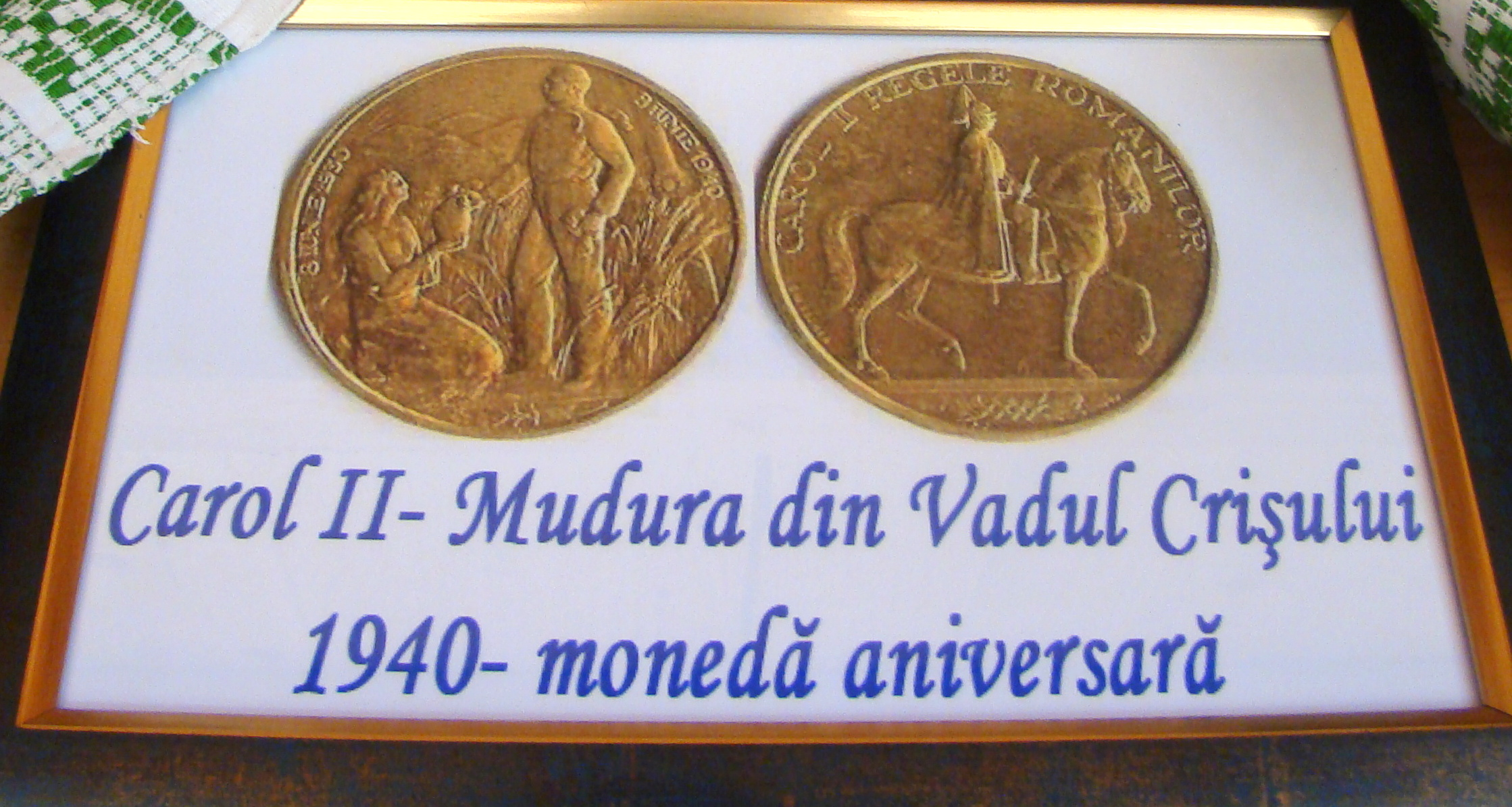
Moneda aniversară emisă de Carol al II-lea în 1940

Anul 1930 a adus un eveniment care și-a pus amprenta emoțională pentru multă vreme asupra localității. La 6 iunie, în urma pierderii unuia din rezervoarele avionului, a rămas în pană de carburant și a aterizat în marginea satului viitorul rege Carol II, care venea spre București de la Munchen, via Viena. Fata care i-a dat regelui să bea apă din ulciorul de lut, a fost dusă la București, și a făcut parte din suita regală, fiind și model pentru una din bancnotele din acea perioadă. (Interesant că prof. Ioan Godea, fostul director al Muzeului Satului din București, a fost în perioada 1969-1970 profesor de istorie la Liceul din Vadu-Crișului și a stat în gazdă chiar la femeia care i-a dat apă regelui Carol al II-lea). Căruțașul care a plecat cu căruța și a adus rezerve de carburant pentru avion a fost angajat la CFR. Buna primire ce i s-a făcut a determinat apoi o lungă relație de simpatie a suveranului cu locuitorii. Pe locul aterizării avionului s-a construit un monument și ulterior o cazarmă unde aveau loc manifestări cu ocazia zilei regelui. O delegație de la Vadu-Crișului participa în fiecare an la parada de la București. La 8 iunie 1940 cu ocazia aniversării a 10 ani de la revenirea in România, Regele Carol al II lea a emis o monedă de aur de 42 g, cu diametrul de 41 mm, care o reprezintă pe fata care a adus apă regelui, în 6 iunie 1930, la Vadu Crișului. Numele de familie al fetei era Mudura, dar în Bucuresti ea a apărut cu numele de Modura. O statuie a fetei cu ulciorul cu apă (statuia Modurei) se află și acum la fântâna Modura, la capătul Aleii Restaurației din Parcul Herăstrău. Pentru o scurtă perioadă, până în 1940, Vadu Crișului s-a numit Vadul lui Carol.
Dictatul de la Viena (30 august 1940) a adus pe aceste meleaguri administrația statului ungar. Armatele horthyste au fost primite cu bucurie de populația maghiară (8 septembrie 1940) care a trecut la măsuri de înlocuire a tuturor instituțiilor cu caracter românesc. Al doilea război mondial a afectat puternic viața oamenilor, mulți săteni căzând în lupte departe de casă, dar a avut ca rezultat anularea prevederilor dictatului, armatele române și sovietice intrând în Vadu Crișului și Birtin la 14 octombrie 1944. În retragere, armatele de ocupație ungară au aruncat în aer toate tunelurile de cale ferată și podul peste Criș.
După 1948, regimul comunist s-a impus prin măsuri ce au afectat însăși proprietatea locuitorilor, s-a cooperativizat agricultura, au fost naționalizate toate micile întreprinderi existente în sat. Între realizările acestor ani, pe primul loc se situează înființarea Liceului teoretic, unul din primele în mediu rural (1953), dotat pe urmă cu o clădire modernă dar desființată în 1973 și reînființat în 1990, care a avut și are cadre didactice de mare valoare și care a dat generații de absolvenți ce s-au afirmat pe plan național.
Din anul 1955, peștera Vadu Crișului și cascada cu întreg defileul au fost declarate rezervație naturală, tot în acest an s-a încheiat și electrificarea localității. În 1962 s-a început construirea unui cămin cultural modern, care s-a remarcat apoi prin bogata sa activitate. Ideea de a valorifica creația olarilor locali, precum și dorința de a pune în evidență folclorul zonei a dus în anul 1969 la lansarea unei manifestări devenite apoi tradiție: Târgul de la Vama Sării, ținut de atunci în fiecare an, în prima duminică din luna iunie. El poartă în denumirea sa amintirea locului, a Vadului de pe Criș unde se vămuiau mărfurile între care și sarea în secolele XIII – XV.

## Structura populației

### Clasificarea populației
- După categorii de vârste în anul 1991

- 0-14	679loc
- 15-19	288loc
- 20-29	453loc
- 30-39	365loc
- 40-49	425loc
- 50-59	431loc
- >59	607loc

- După sexe

- masculin	1592loc
- feminin	1656loc

După categorii de vârste în anul 1997
- 0-14	649loc
- 15-19	260loc
- 20-29	400loc
- 30-39	340loc
- 40-49	418loc
- 50-59	431loc
- >59	592loc

- După limba maternă

- români	2058
- maghiari	899
- romi	283
- germani	3
- slovaci	4
- bulgari	1

- După religie

- ortodoxă 1873
- romano-catolică 33
- greco-catolică 177
- reformată 766
- baptiști 261

## Obiective turistice
- Biserica „Sfinții Arhangheli Mihail și Gavriil” (monument istoric).
- Defileul Crișului Repede - Pădurea Craiului, sit Natura 2000 (39.410 ha).
- Rezervația naturală „Defileul Crișului Repede” (219,7 ha).

În zonă se poate practica raftingul, escalada clasică și sportivă, canioningul și speologia, detalii la www.tura.ro

## Galerie de imagini

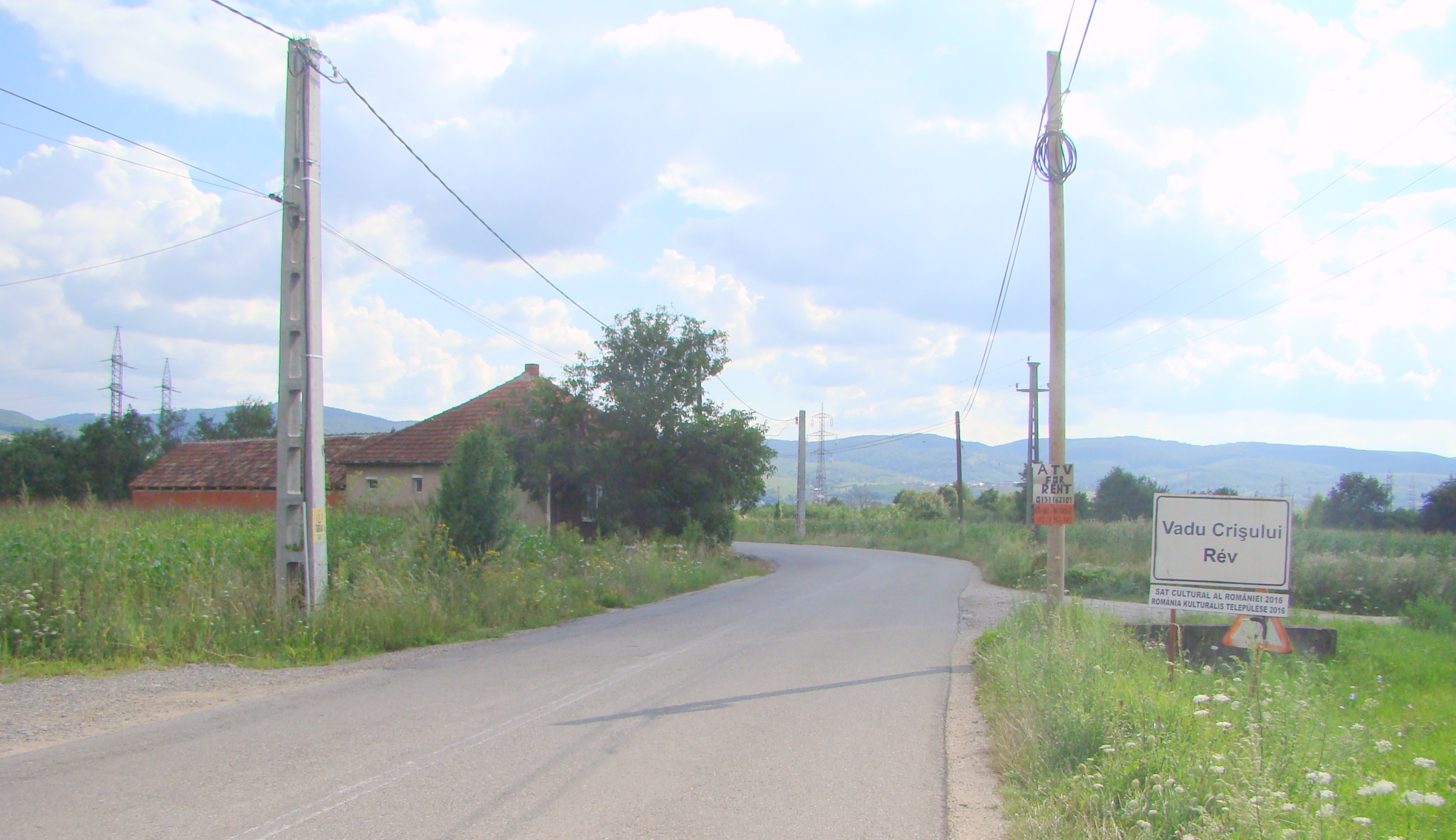
Intrarea în localitate
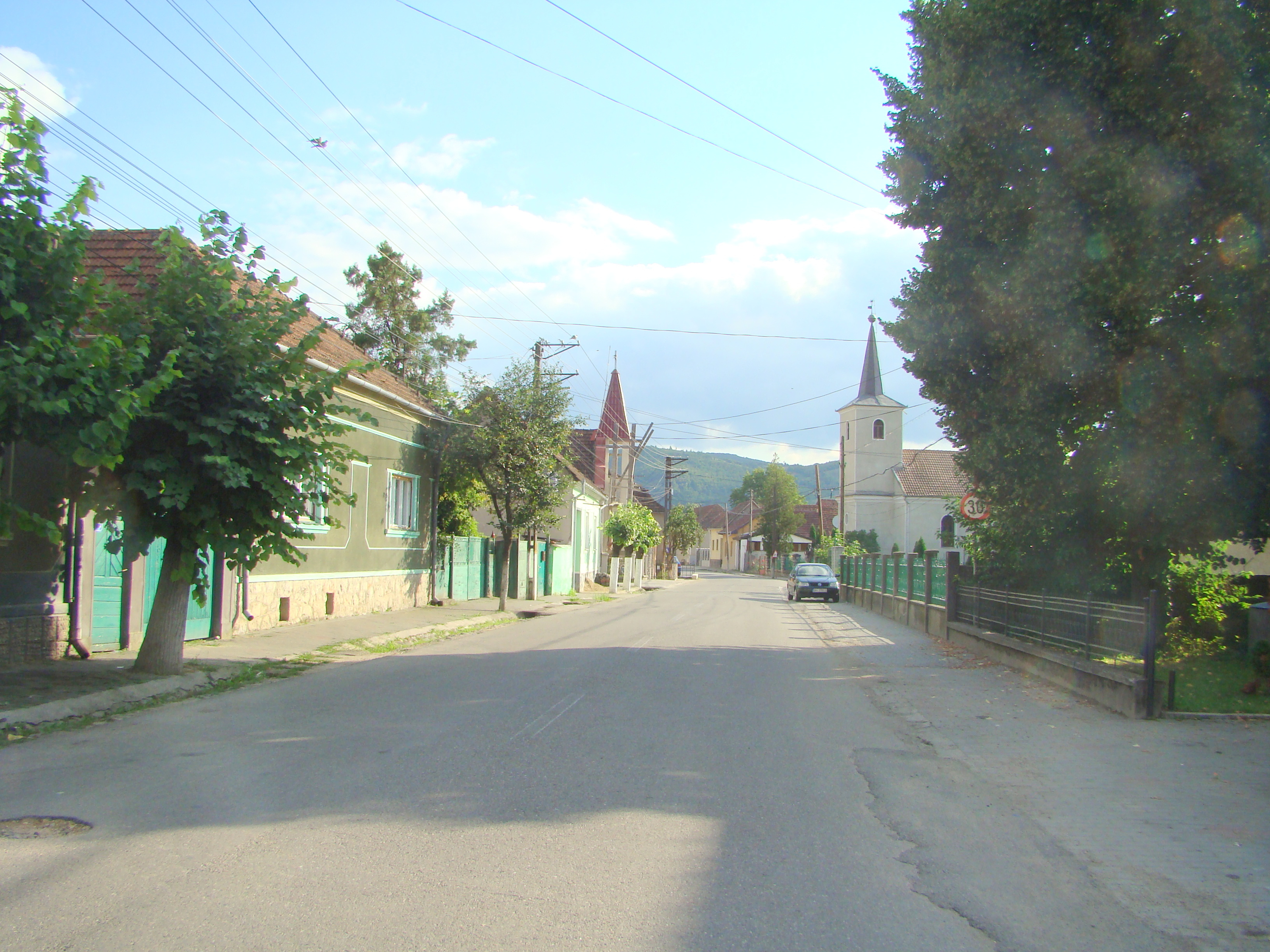
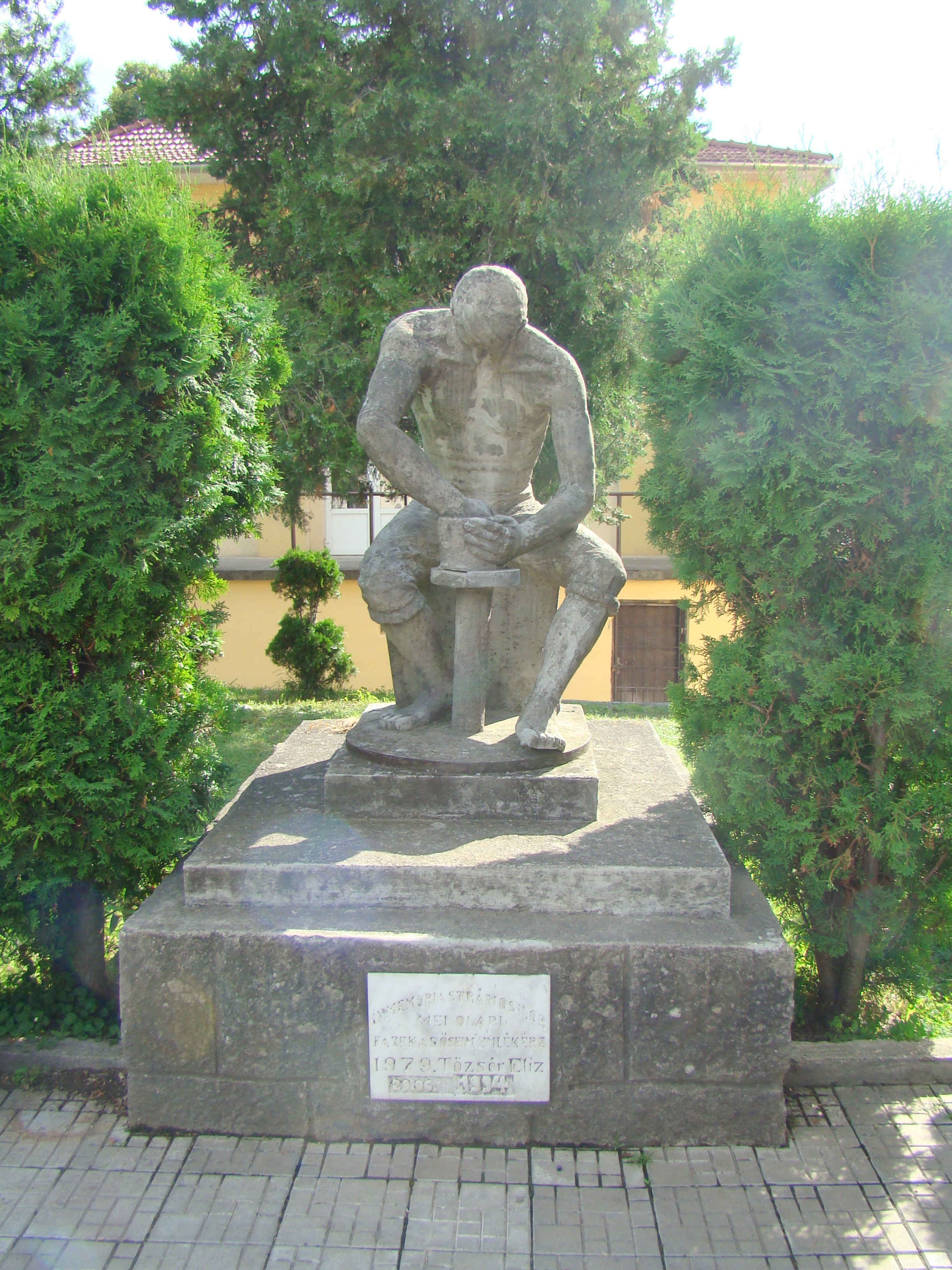
Statuia olarului din centrul comunei
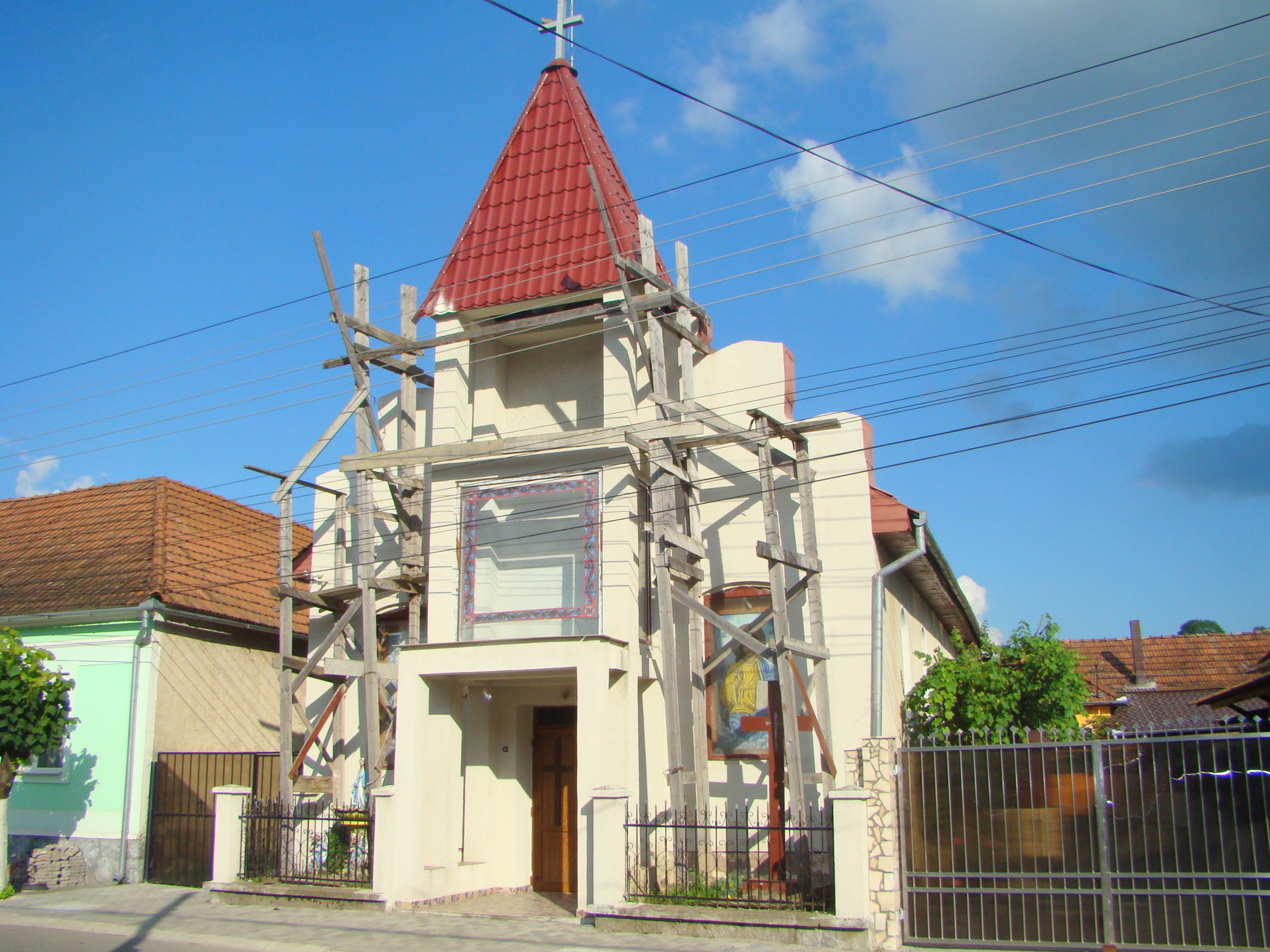
Biserica greco-catolică „Buna Vestire”
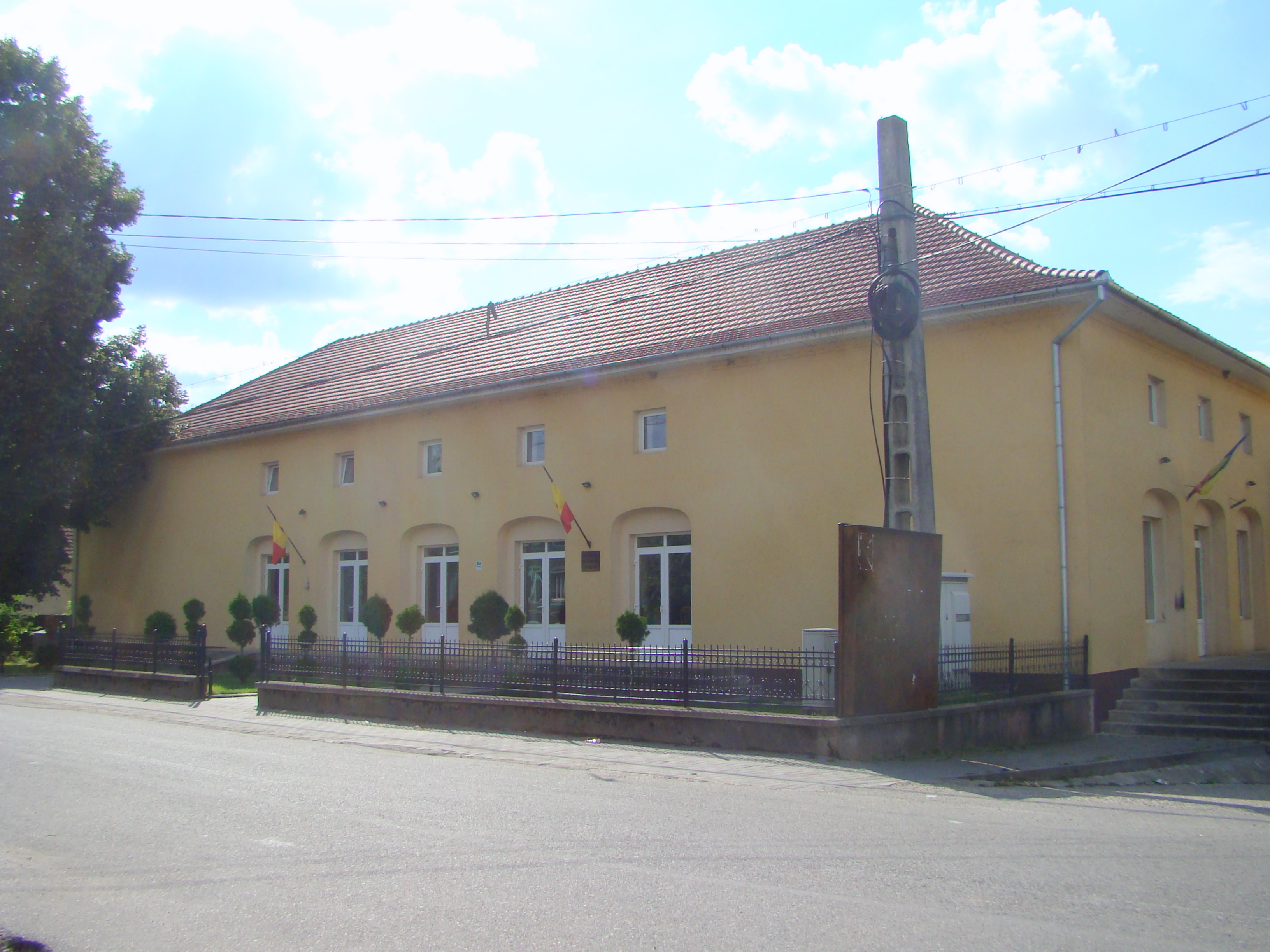
Căminul cultural
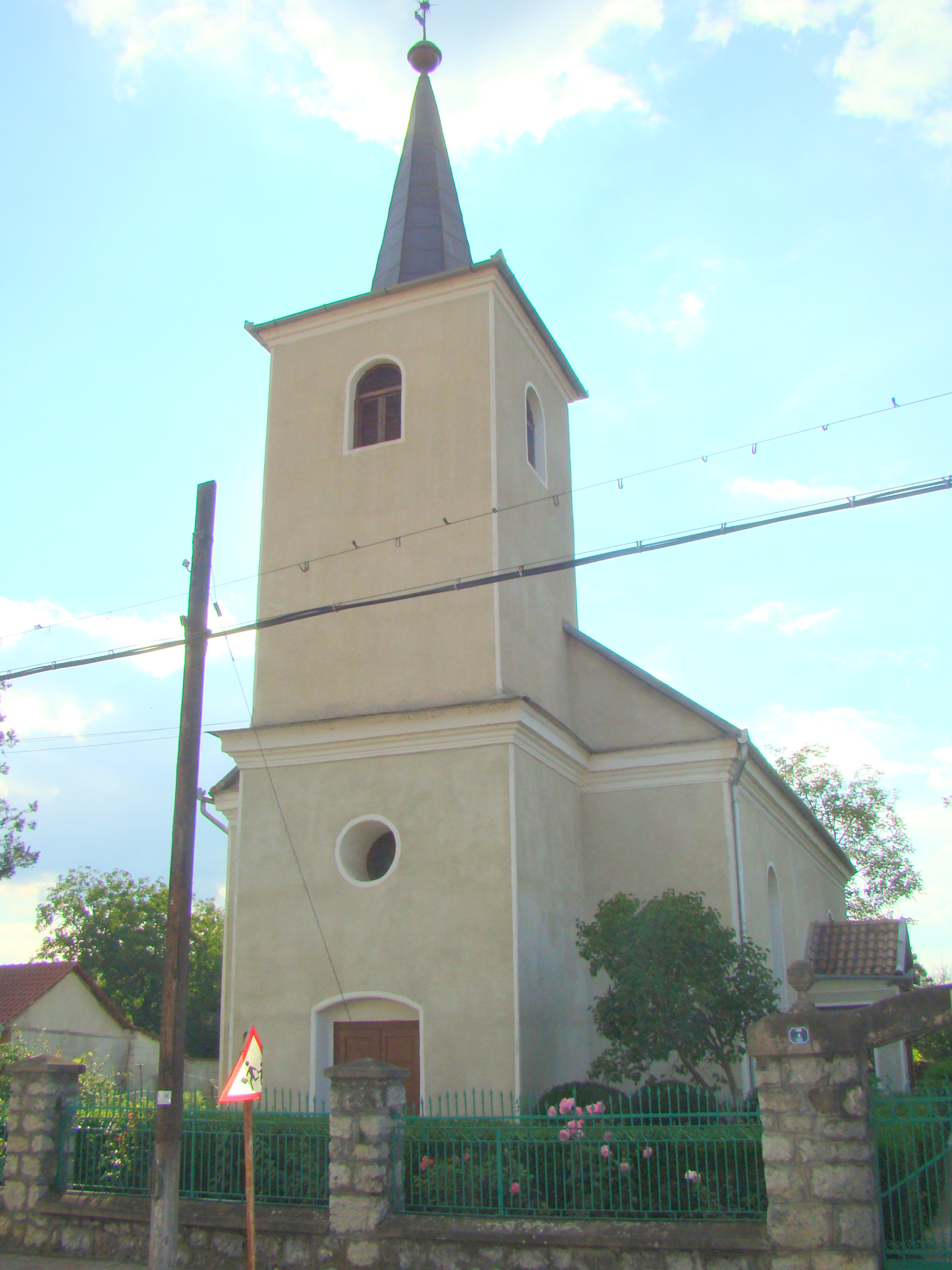
Biserica reformată
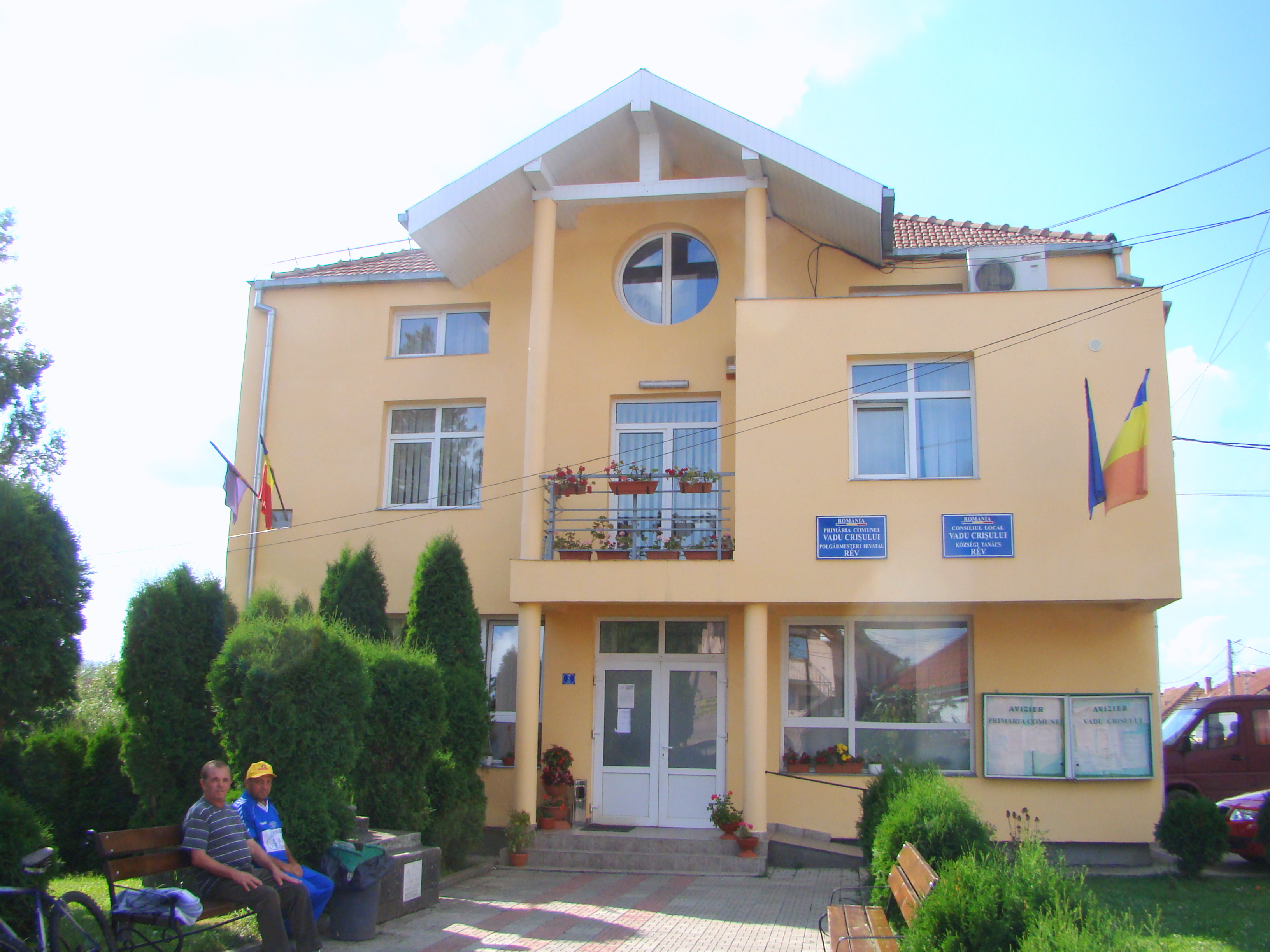
Primăria
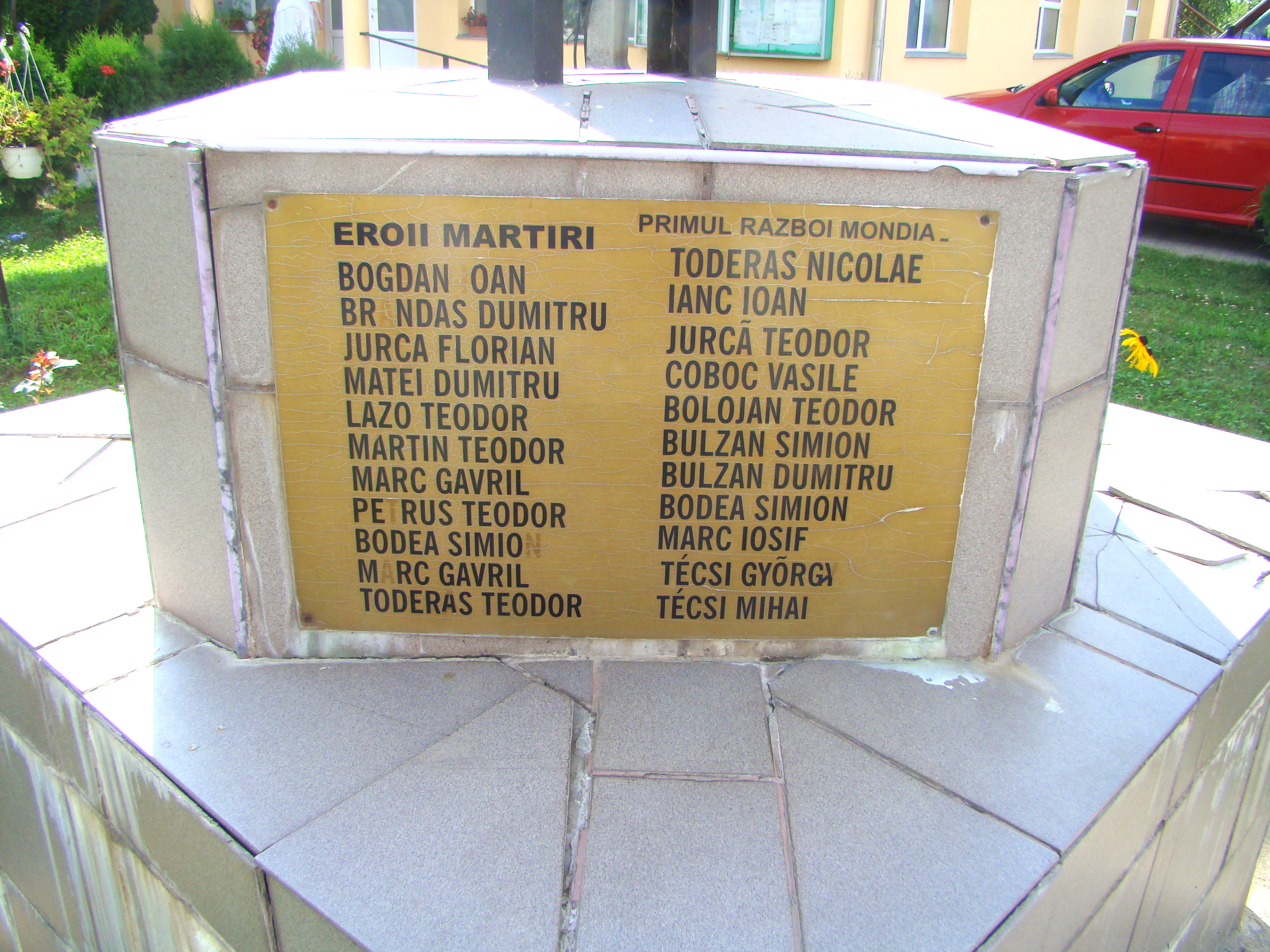
Monumentul eroilor (detaliu)
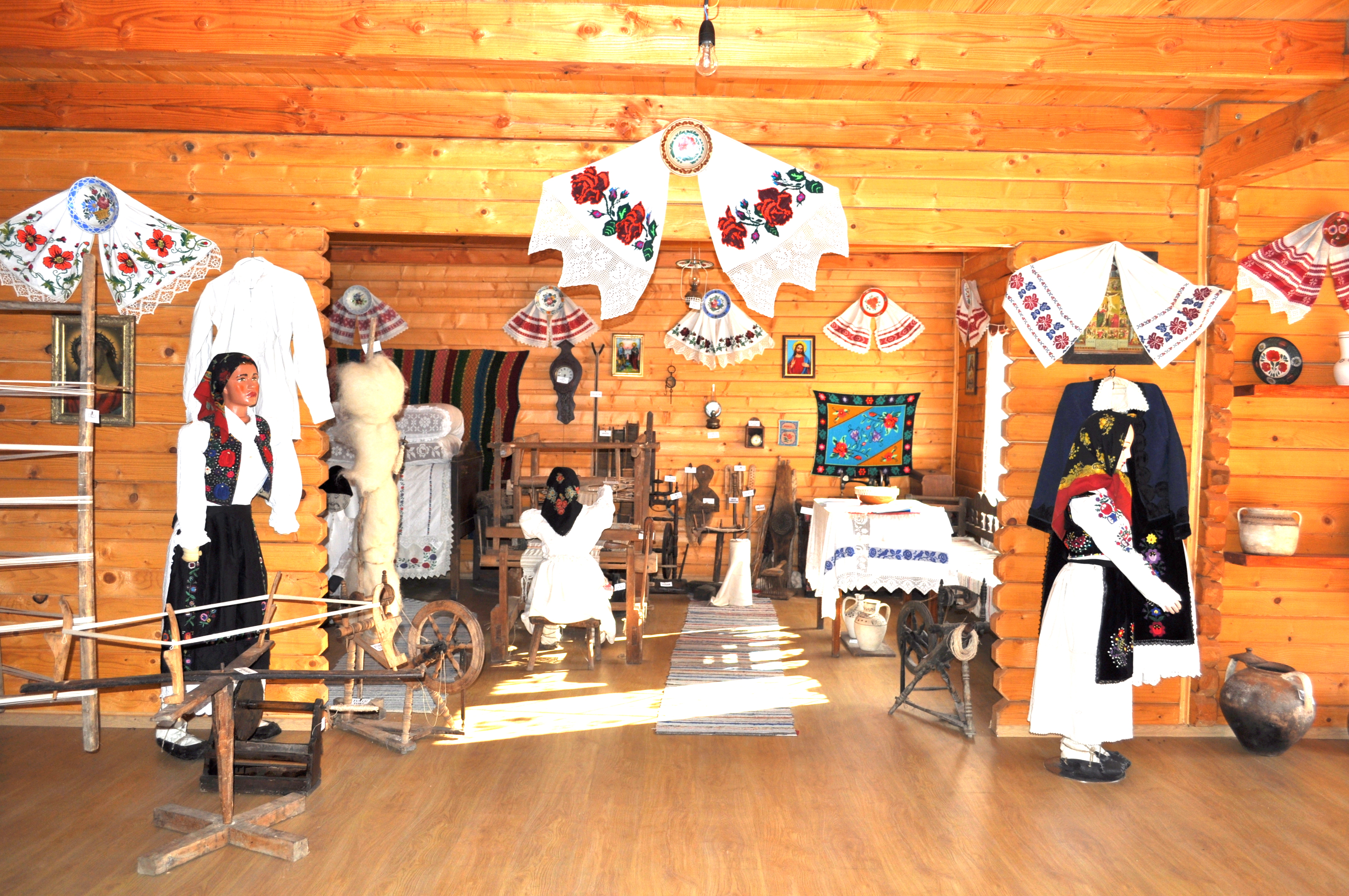
Muzeul etnografic
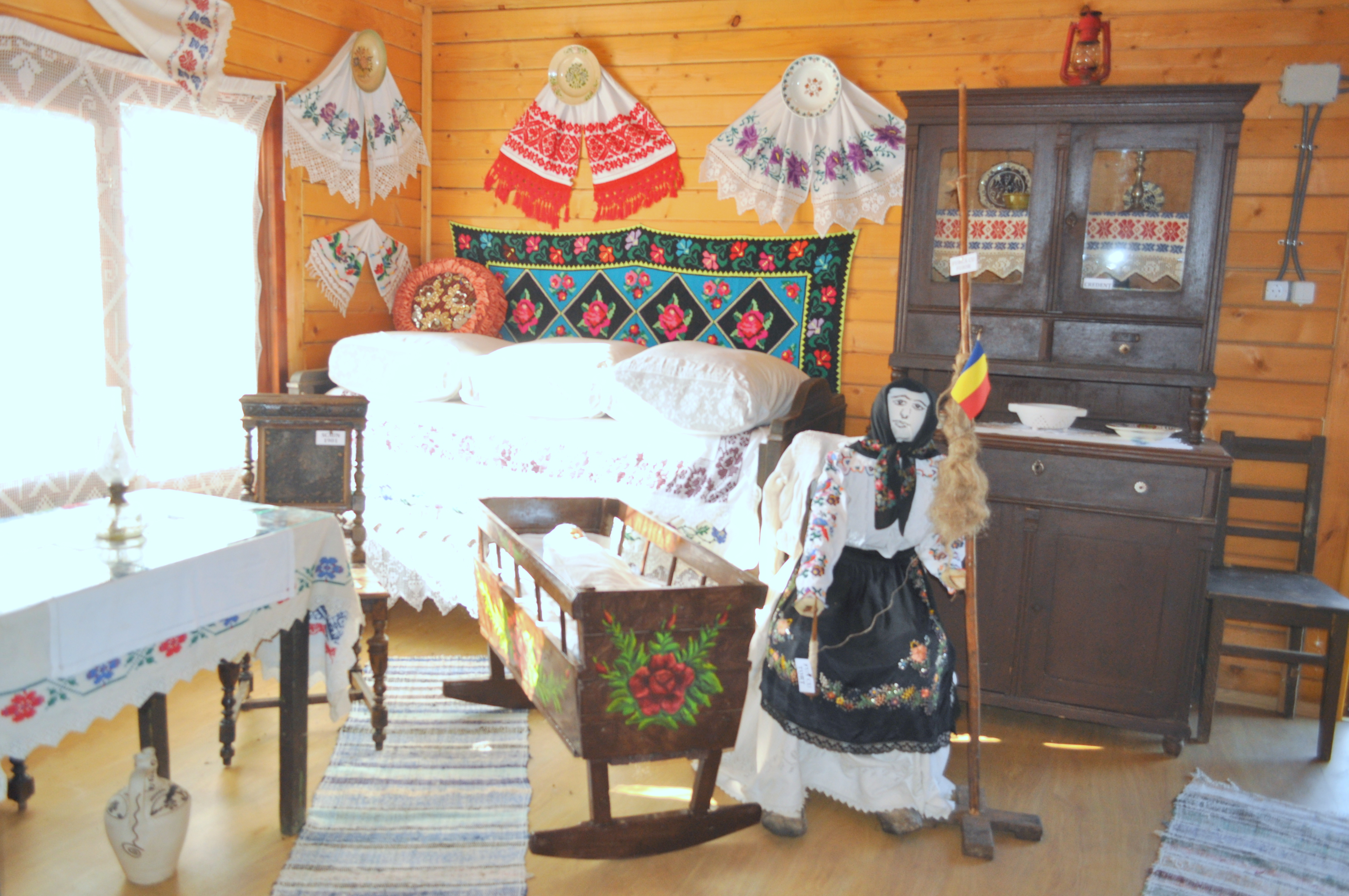
Muzeul etnografic
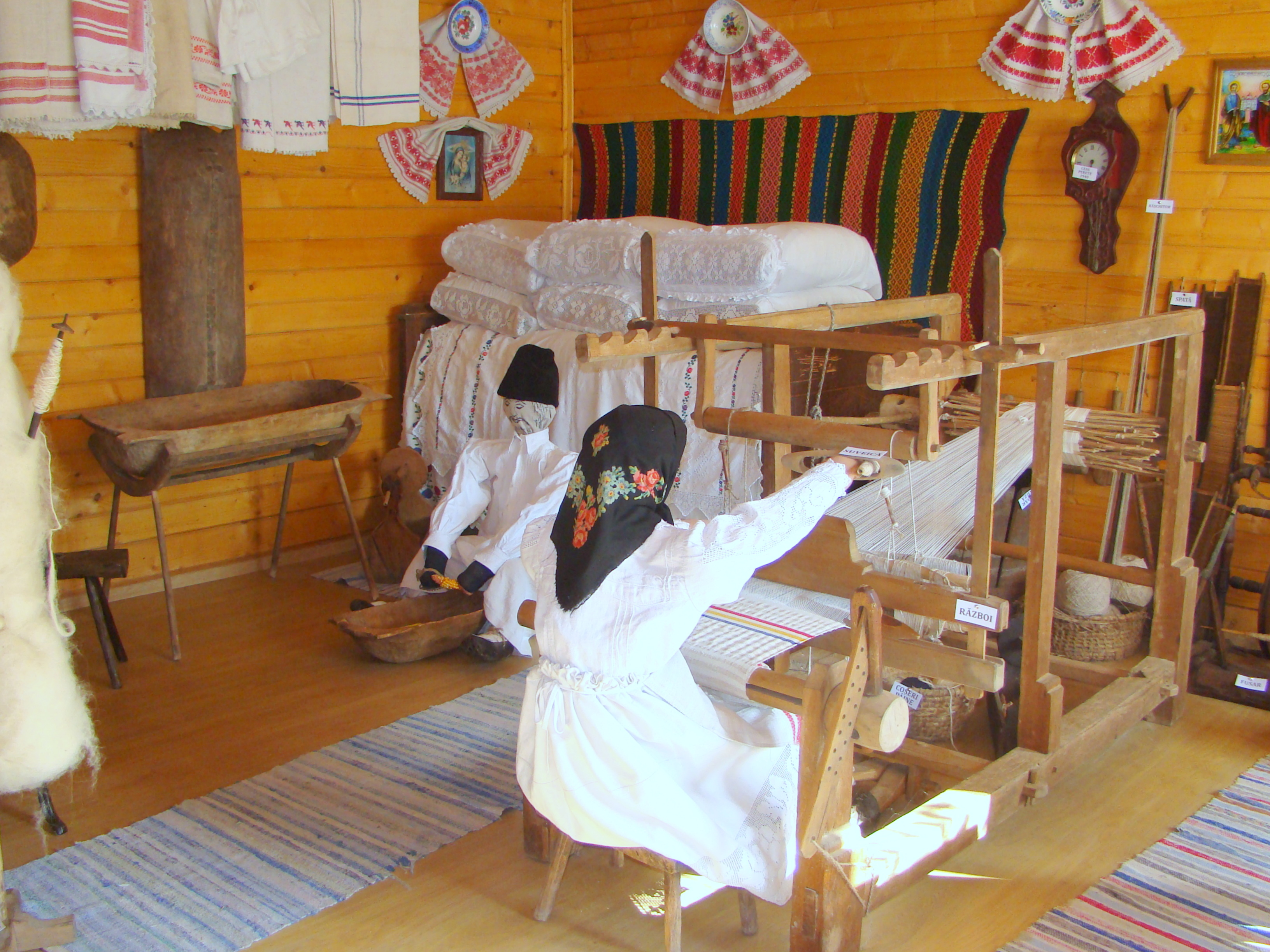
Muzeul etnografic
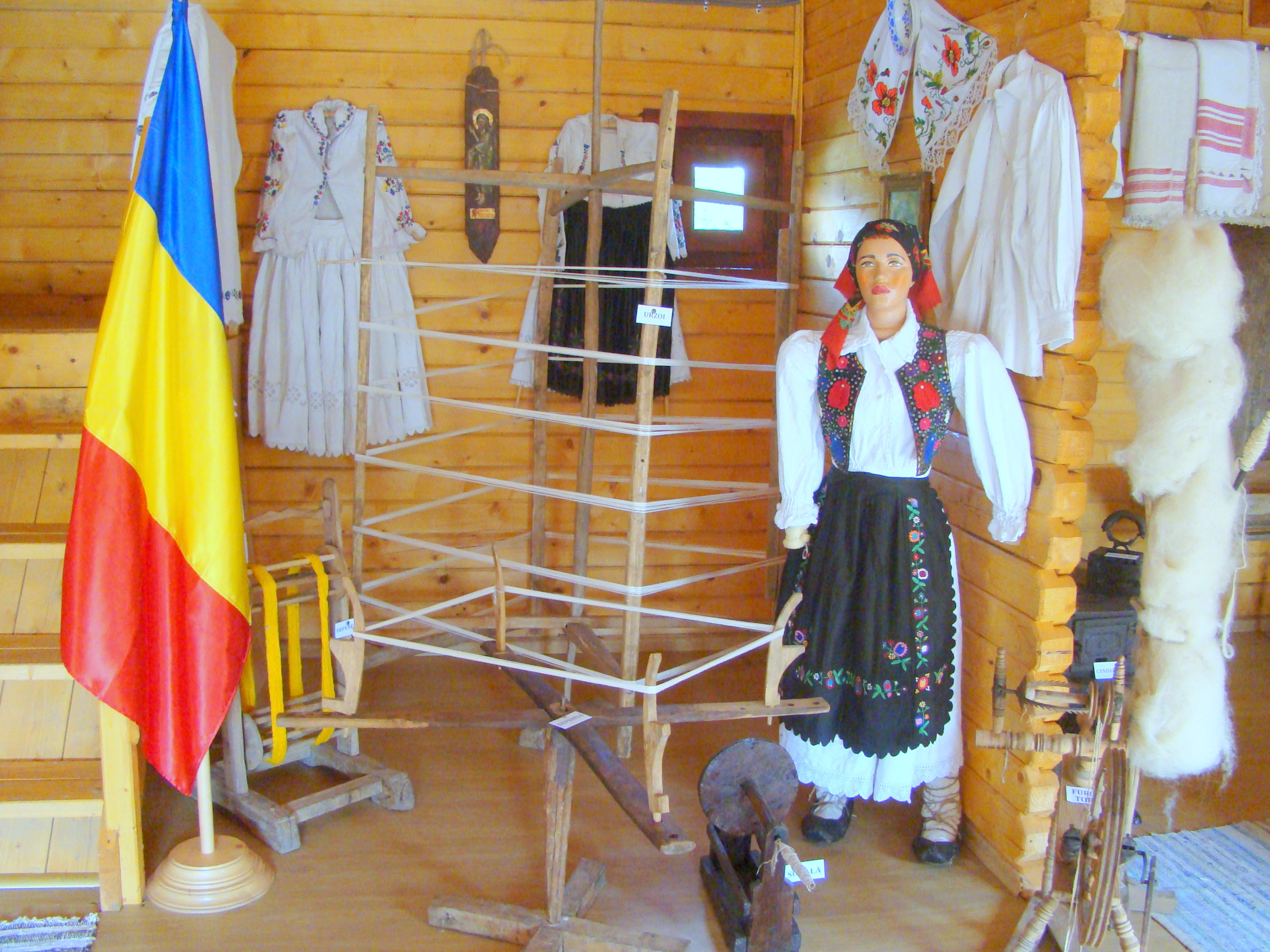
Muzeul etnografic
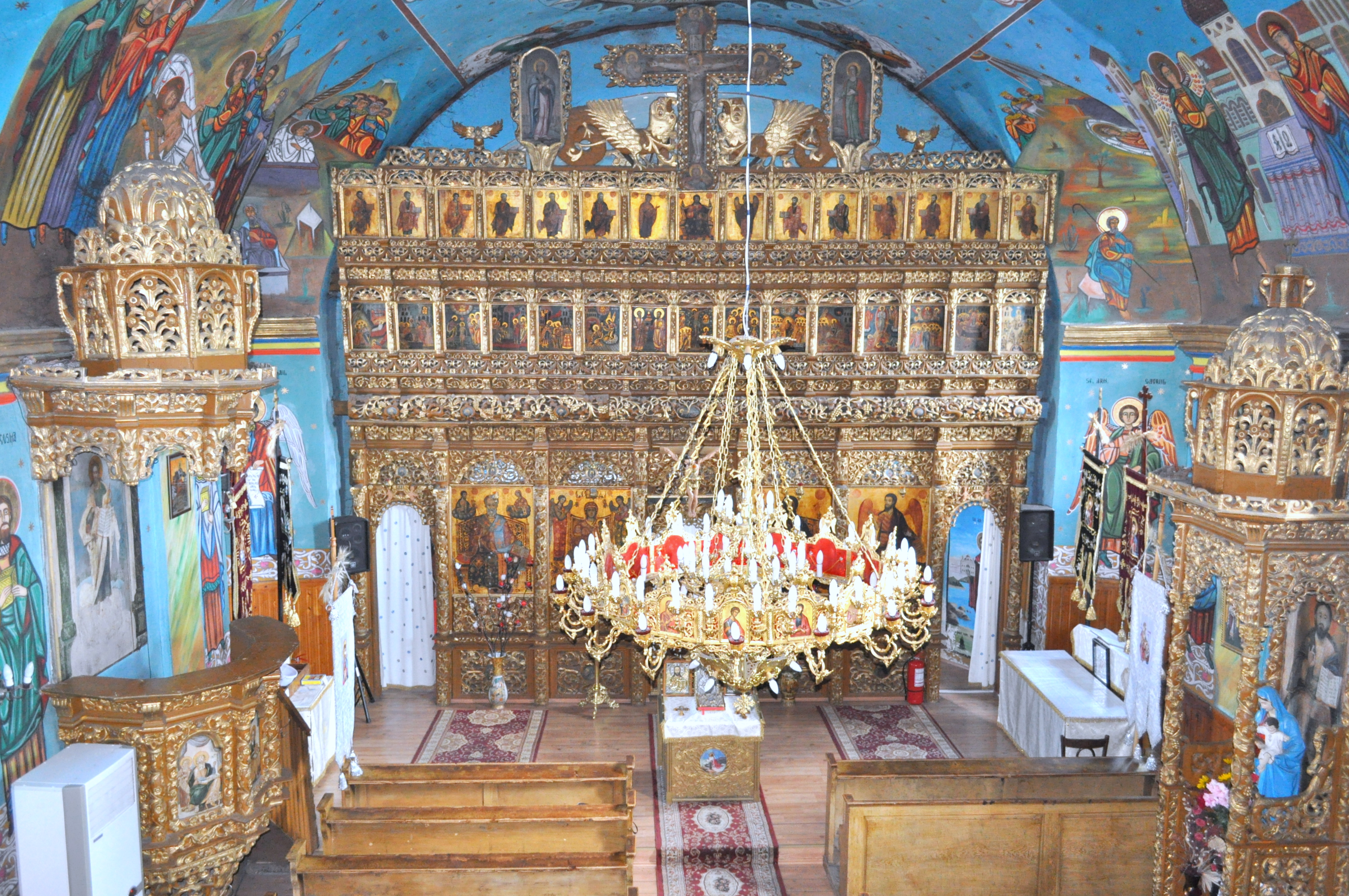
Biserica „Sfinţii Arhangheli Mihail și Gavriil” (monument istoric)
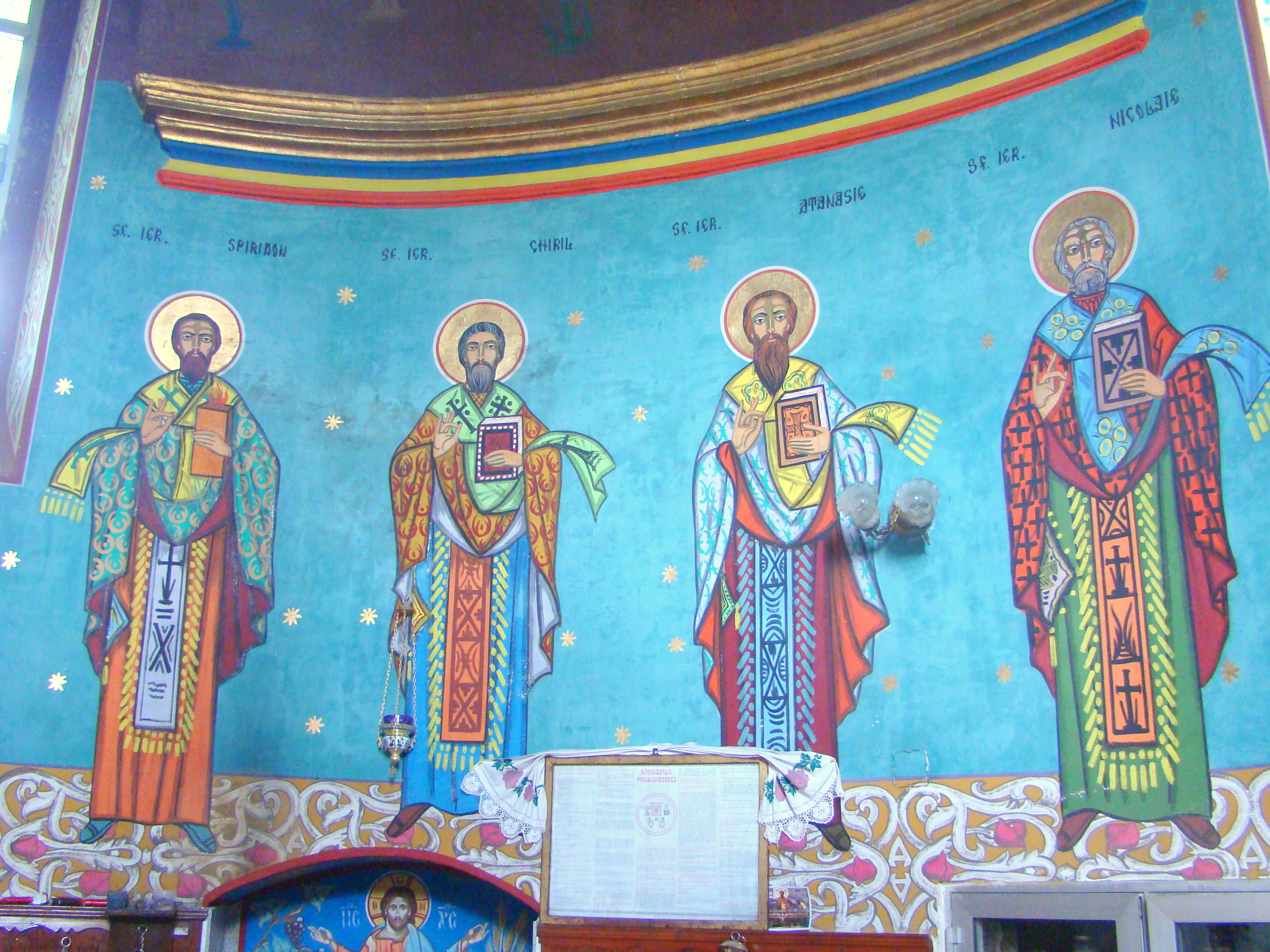
Biserica „Sfinţii Arhangheli Mihail și Gavriil” (pictura altarului)